# Рудольф Нойберт
Рудольф Нойберт (нім. Rudolf Neubert; 8 вересня 1914, Белен — 19 квітня 1995, Мурнау-ам-Штаффельзе) — німецький офіцер, оберстлейтенант вермахту (1 січня 1945), оберст резерву бундесверу (1964). Кавалер Лицарського хреста Залізного хреста з дубовим листям.

## Біографія
7 квітня 1934 року вступив у 10-й піхотний полк. З жовтня 1935 року служив у 102-му піхотному полку 24-ї піхотної дивізії, командир взводу. Учасник Польської і Французької кампаній, а також Німецько-радянської війни. З 1942 року — командир 10-ї роти 32-го піхотного полку своєї дивізії. Бився на Ленінградському напрямку. З 1943 року — командир 3-го батальйону свого полку. Учасник боїв під Лугою, в районі Чудського озера. З кінця 1944 року — командир 31-го гренадерського полку, з яким бився в Курляндському котлі. 8 травня 1945 року здався в полон радянським військам. 13 жовтня 1955 року переданий владі ФРН і звільнений. У 1956 році вступив у бундесвер. 30 вересня 1972 року вийшов у відставку.

## Нагороди
- Медаль «За вислугу років у Вермахті» 4-го класу (4 роки)
- Залізний хрест
  - 2-го класу (7 липня 1941)
  - 1-го класу (12 вересня 1941)
- Штурмовий піхотний знак в сріблі
- Медаль «За зимову кампанію на Сході 1941/42»
- Німецький хрест в золоті (10 січня 1943)
- Відзначений у Вермахтберіхт (1 лютого 1944)
- Лицарський хрест Залізного хреста з дубовим листям
  - лицарський хрест (29 лютого 1944)
  - дубове листя (№ 817; 5 квітня 1945)
- Почесна застібка на орденську стрічку для Сухопутних військ (7 грудня 1944)